# Physoceras betsomangense
Physoceras betsomangense är en orkidéart som beskrevs av Jean Marie Bosser. Physoceras betsomangense ingår i släktet Physoceras och familjen orkidéer. Inga underarter finns listade i Catalogue of Life.